# Ljubezen nam je vsem v pogubo
Ljubezen nam je vsem v pogubo je slovenski zgodovinski dramski film iz leta 1987, posnet po novelah in motivih Ivana Tavčarja. 
Dogaja se konec 19. stoletja in prikazuje skupino lovcev, ki si v gozdu povedo tri zgodbe o usodni ljubezni, ki vsebujejo socialne tematike, kot so revščina, zdomstvo, alkoholizem, tradicionalne vrednoste življenja ter patriarhalna vaška in družinska ureditev.

## Kritike
Lilijana Resnik (Delo) je film označila za preprost in naiven, igro pa za gledališko posladkano. Primerjala ga je z Galetovimi filmi o Kekcu in mu očitala značilnosti izdelkov manj razvitih in obrobnih kinematografij. V svojem času za ta film ni našla prostora, saj so tehnologija in miselnost že šli naprej, osemdeseta pa so imela tudi svojo krizo in dileme.

## Zasedba
- Bernarda Oman: Rezka
- Aleš Valič: Jernač
- Gojmir Lešnjak: Tomašek
- Silva Čušin: Lenčka
- Maja Sever: Maruša
- Brane Grubar: Tinač
- Jožica Avbelj: Polonca
- Peter Ternovšek: Miholca
- Danilo Benedičič: župnik
- Marija Benko: Komarka
- Boris Cavazza: Tavčar
- Slavka Glavina: mati
- Silvij Kobal: Vehavček
- Andrej Kurent: Tomaškov oče
- Stane Leban: Kisovčev
- Jože Lončina: oče
- Franc Markovčič: Gašper
- Jože Mraz: mazač
- Kristijan Muck: Andrej
- Radko Polič: Pečarjev Miha
- Lojze Rozman: Zrinec
- Bert Sotlar: Brentač
- Zlatko Šugman: Jernejc

## Ekipa
- fotografija: Bojan Kastelic
- glasba: Urban Koder
- montaža: Andreja Bolka
- scenografija: Seta Mušič
- kostumografija: Marija Kobi
- maska: Hilda Jurečič

## Nagrade

### Teden domačega filma 1987
- posebna nagrada Metod Badjura za fotografijo
- priznanje Metod Badjura za igro: Brane Grubar
- Stopova nagrada za igralca leta: Brane Grubar
- Stopova nagrada za igralko leta: Silva Čušin

## Izdaje na nosilcih
- Ljubezen nam je vsem v pogubo. videokaseta. Ljubljana : Andromeda, 2003